# Mastacembelus alboguttatus
Espèce
Synonymes
Statut de conservation UICN

 LC  : Préoccupation mineure
Mastacembelus alboguttatus est une anguille épineuse de la famille des Mastacembelidae.

## Localité
Cette « masta » est endémique de l'Asie à Myanmar et en Thaïlande.

## Taille
Cette espèce mesure une taille maximale de 49 centimètres.